# 海南省西沙群岛、南沙群岛、中沙群岛办事处

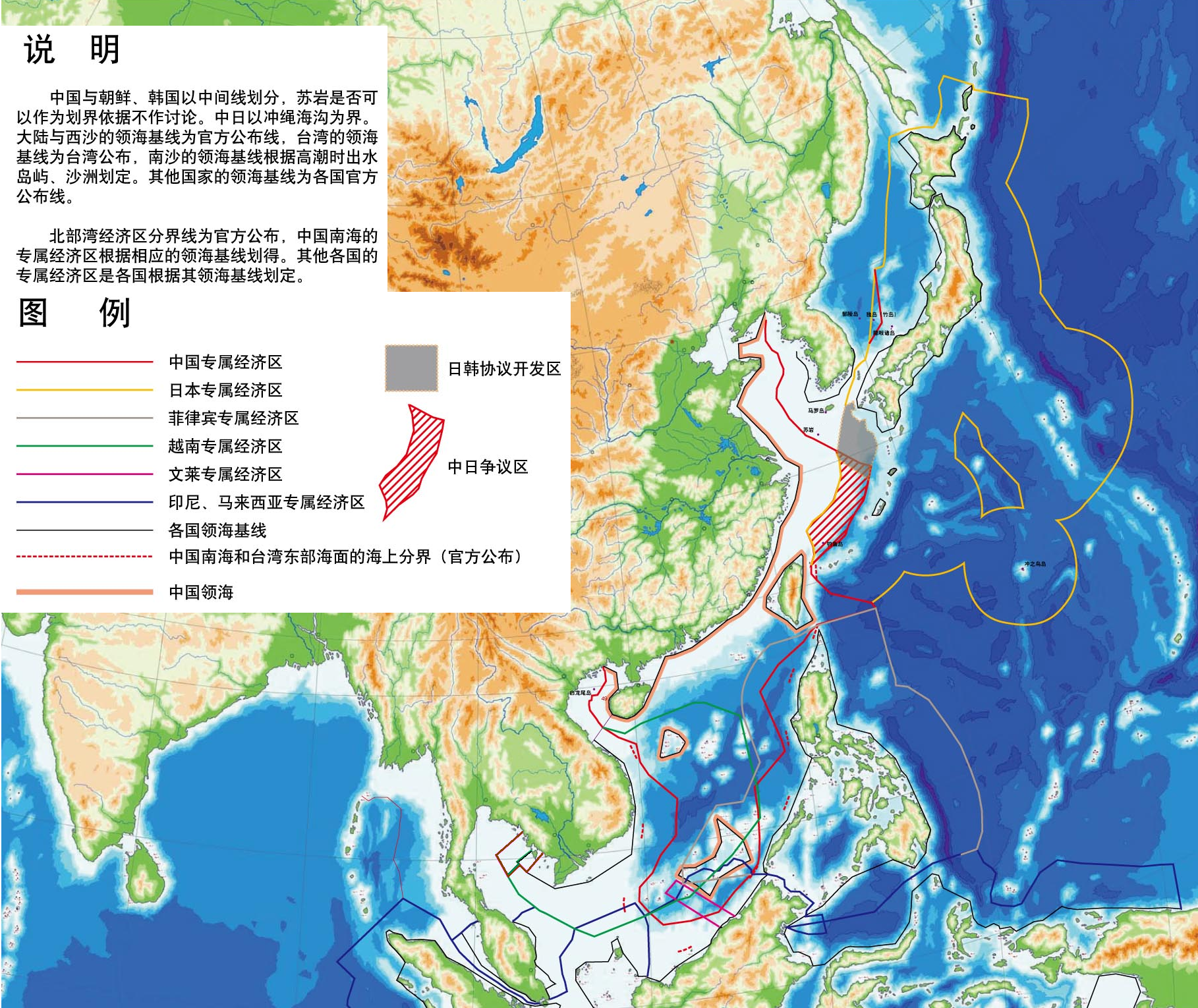
根据《聯合國海洋法公約》中规定的新的领海基线

海南省西沙群岛、南沙群岛、中沙群岛办事处，是中华人民共和国海南省人民政府曾经存在的派出机构，负责行使西沙群岛、南沙群岛、中沙群岛及其边临海域的主权与管辖权。1959年成立，1988年改为此名；2012年6月撤销，管辖区域建立地级三沙市。西、南、中沙群岛办事处为正县处级编制，办事处驻西沙群岛上的永兴岛。
中国共产党海南省委员会的派出机构称作“中国共产党海南省西沙群岛、南沙群岛、中沙群岛工作委员会”。
海南省西沙群岛、南沙群岛、中沙群岛办事处驻海口办事处设在海南省海口市泰华路9号，海南省西沙群岛、南沙群岛、中沙群岛办事处驻文昌办事处设在海南省文昌市清澜路。

## 历史
早在1955年11月，广东省海南行政区（副省级）行政公署就派出“国营海南鸟肥公司”在西沙群岛开采鸟粪矿产资源，干部职工最多的时候达600多人，当时在西沙群岛就组建了民兵组织。1956年4月12日“西沙群岛、南沙群岛、中沙群岛水产资源调查队”成立，抽调国营南海水产公司穗渔301号、302号渔轮和广东省水产供销公司南沃、雷珠号运输船队，对西沙群岛、南沙群岛、中沙群岛水产资源进行调查，并建立群岛据点，为建立远洋渔业作准备。1956年7月起，海南行政公署水产局派出干部和琼海县渔业干部，建立“海南行政公署西沙渔业生产指挥部”。1958年10月，琼海县组织潭门、长坡的渔船和渔民，成立“西南沙渔业公司”，开展大规模的渔业生产和拓荒种植、开发西沙。国营鸟肥公司与海南行政公署西沙渔业生产指挥部实现了事实控制永乐岛的意图。
1959年1月，南越政权派军队占领了西沙甘泉岛和珊瑚岛，并在北岛、琛航岛驱逐岛上的中国渔民。1959年2月，中央指示海军组织舰艇巡航西沙，确保宣德群岛不失。“西沙群岛、南沙群岛、中沙群岛办事处”於1959年3月1日在海口成立，中华人民共和国国务院于1959年3月24日行文批准，隶属广东省人民政府，由副省级的海南行政公署代管。1959年3月3日至20日，南海舰队组织护卫舰1大队的172南宁舰、124、134舰；猎潜舰73大队的103、123、143、153（“泸州”号）艇、快艇11支队及护卫艇４艘调至榆林港。同时，抢修陵水机场，准备进驻海军航空兵。 1959年3月17日“南宁”号护卫舰和“泸州”号猎潜艇组成的海军第一支西沙巡逻编队，在榆林海军基地政委袁意奋、快艇11支队支队长王发明的率领下，由榆林港起航南下，于18日清晨抵达西沙海区，沿南岛、中岛、北岛、东岛一线巡航。21日返回榆林海军基地。1959年3月25日，南海舰队组织了第二次西沙巡逻，仍由护卫舰、猎潜艇各一艘组成巡逻编队，编队指挥员为榆林海军基地政委袁意奋和快艇11支队副支队长武毅。1959年4月3日，第3次西沙巡逻编队出航，并运送了西沙工委的人员进驻永兴岛。这是在西沙群岛正式设立政权组织的开始。1959年4月9日至12日，第4次西沙巡逻编队出航，编队为指挥舰“南宁”号护卫舰、123号猎潜艇，编队指挥员为湛江海军基地司令员高希曾；随行的有南海舰队司令员赵启民、南海舰队工程部部长刘墨卿、司令部航保处副处长赵有志等人登岛研究了永乐岛设防、补给问题。 截至1959年11月23日，全年共组织了16次巡逻西沙的活动，共动用了护卫舰9艘次，猎潜艇23艘次，运输船１艘次，达到了军事警告南越，在宣德群岛建立军事据点，巩固生产基地的目的。 
鸟粪公司结业后，海南行政公署各单位派驻人员均在“西沙群岛、南沙群岛、中沙群岛办事处”统一领导下，总计不足百人。包括下列单位的驻岛人员：
- 南海渔业公司:10余人。另有“西渔120”和“西渔130”两条船在西沙和海南岛清澜之间定期运输。小型的“西渔16”驻岛。
- 水产公司：10余人
- 气象站：10余人，海南行政区气象局派遣
- 通信电台：广东省邮电管理局海南行政区邮电分局派遣，3-4人；
- 广东省西南中沙群岛邮电局：1961年10月10日设立，1人。
- 海洋站：4人
- 发电站：4人
- 医院：2人
- 俱乐部：1人
- 小卖部：海南商业局派遣，1人。
- 海军观通站
- 东岛：4-5人

1969年3月4日，广东省西沙群岛、南沙群岛、中沙群岛办事处更名为“广东省西、南、中沙群岛革命委员会”。
1970年后，由于美国谋求从越南战争泥潭中脱身，越南战争越南化，同时南越政权在西沙群岛的活动加剧，中国在永兴岛部署了隶属于海南军区西中南沙人民武装部的由全训武装基干民兵组成的高炮连和海防守备第一、二、三连，同时永兴岛上的各党政军机关人员编制成“机关民兵连”。各连长、指导员，都是从海南军区所属部队挑选调任的现役军官。各连队的民兵战士，是从海南岛各市县征召来的脱产武装民兵；其中60%以上是退伍兵（特别是炮兵）作为连队的战斗骨干；其余40%是海南岛沿海渔民，以保障和提高连队在海岛上的生存能力。各连队完全按照解放军现役连队管理、训练、战备、执勤及生活待遇。但严令人民武装部全体官兵不许穿军装。 这是因为当时美国仍在打越南战争，三亚以南海域，特别是西沙群岛附近海域，是美军航空母舰编队展开对越南北方空袭轰炸、封锁北越与南越的北纬17度军事分界线的关键作战海域，派出民兵身份的精干部队守岛，是为了避免与美国迎头相撞直接卷入战争而采取的留有余地的办法。一直到1974年6月被海军西沙巡防区的现役守岛部队取代为止。1974年的西沙海战中，永乐岛的武装守岛民兵于1月17日至18日奉命乘274号猎潜艇、“西渔705号”运输船等星夜登上晋卿岛、琛航岛和广金岛设防。1974年1月19日9时许，南越军又派21人从军舰上换小船登上广金岛，广金岛上的10名守岛民兵由民兵排长罗豫孝的指挥，罗豫孝命令鸣枪警告，机枪手陈角头以为排长是命令开火射击，一梭子扫射过去打死2名南越军人，其余登岛南越军抬着两具尸体撤回其军舰，守岛民兵缴获南越军丢下的两挺机枪、一支自动步枪和一些弹药。实际上此时上级并没有指示守岛民兵可以开火射击、可以首先打“第一枪”。打死南越登岛军人后，局势骤然紧张，引发了当天的海战。
1981年10月22日再次恢复为“广东省西沙群岛、南沙群岛、中沙群岛办事处”的县级办事机构。仍由海南行政区代管。1988年4月13日海南省成立，西沙办也随之划归海南省管辖。1988年9月19日正式更名为“海南省西沙群岛、南沙群岛、中沙群岛办事处”。2012年6月撤销，管辖区域建立地级三沙市。西、南、中沙群岛办事处为正县处级编制，办事处驻西沙群岛上的永兴岛虚拟镇。
在《联合国海洋法公约》第三次会议针对领海范围等争端议题作出了具体的增补前，中华人民共和国中央政府一向声称中国南海的西、南、中沙群岛包括近350万平方公里的海域（合中国陆地面积的三分之一）均属于中华人民共和国的领海，并在官方的地图上以九段线与南海诸岛的插入图标示，认为这是中国的“蓝色国土”（总面积473万平方公里）。自1994年11月16日《联合国海洋法公约》生效后，虽然中国大陆多数地图仍然使用这种标示法，但1996年5月15日中国中央政府公布了根据联合国海洋法公约中规定的新的领海基线。其中含有西沙群岛的实际领海基线与南沙的拟定领海基线，从而可以类推出新的内水、领海、毗连区、专属经济区等海域的范围和界线。这包括领海基线以内的岛屿、礁屿、暗沙、内水31,000平方公里。办事处就设立在中国南海诸岛中面积最大的岛屿，永兴岛上（西沙群岛宣德群岛组群中的一岛）。

## 驻地
西南中沙工委、办事处根据岛上的渔民情况，将永兴岛虚拟镇下分二村：南村和北村。2006年12月25日，西沙工委组织召开西沙群岛永兴岛驻岛居民办事处、渔民大会，从中选出3名村委会主任与西南中沙群岛办事处渔政渔监站领导和西沙边防支队永兴派出所领导负责领导永兴居民委员会。居委会翌日开始办公，办公室设在西沙边防支队的永兴边防派出所。岛上的水除了靠净化雨水外，每趟从海南过来的一艘砂轮也给岛上的军民拉去几吨饮用水。另外还种了一亩菜田。俗话说“出国容易，到西沙难”，以前要想去西沙只能靠渔船（中沙、南沙只有军事人员才可通往，且中国的实际管辖权有限）。在南海的诸岛中交通航线只通往西沙群岛的永兴岛，1977年，周恩来总理批准修建的一艘总吨位为2160吨，载客量为200人的“琼沙1号”砂轮开始投入使用，以便永兴岛与海南岛间的交通。1997年在送往广东湛江修理时被台风损毁。“琼沙2号”总吨位为1410吨，载客量为100人，运行了十多年，于2007年1月正式退役。现在只有“琼沙3号”一艘砂轮，是岛上的军民的“生命船”，也是极少数的考察员去永兴岛的唯一途径。“琼沙3号”船长84米，宽13.8米，总吨位2500吨，载客200人，载货750吨，2007年2月10日首航。“3号”固定航行于永兴岛与文昌清澜港之间，全程约186海里，平均航行时间为13至15个小时，约每20天航驶一趟。西沙群岛的全部岛屿均由中国实际管辖，但交通不便且岛上没有特别的接待设施，所以一直没有开放旅游。自2005年起，海南省委专门设立了领导小组研讨未来永兴岛开放旅游的可能性。

## 行政区划
海南省西沙群岛、南沙群岛、中沙群岛办事处下分西沙群岛、中沙群岛、南沙群岛三个乡级行政区：
- 西沙群岛（中华人民共和国行政区划代码 469031）：
  -  由永兴岛镇上的永兴居民委员会管辖，中国控制西沙的所有岛屿。
  -  中华民国政府对西沙的所有岛礁宣称主权，但并未实际控制。
  -  越南亦声称拥有对西沙所有岛礁的主权，名义上划归岘港市黄沙岛县管辖
- 中沙群岛的岛礁及其海域（代码 469033）：
  -  由中沙岛礁镇上的中沙岛礁居民委员会管辖。
  -  中华民国政府对中沙的所有岛礁宣称主权，但并未实际控制。
  -  菲律宾对黄岩岛声称主权，但并未实际控制，名义上与东部菲律宾沿岸的一些浅礁一并划入三描礼士省。
  -  细长环礁（麦克莱斯菲尔德沙洲）尚未有军民驻扎，实际是无主土地。
- 南沙群岛（代码 469032）：
  -  中华人民共和国对南沙的所有岛礁宣称主权，由永暑岛镇上的永暑礁居民委员会管辖，管辖中国实际控制的8礁和曾母暗沙。
  -  中华民国政府对南沙的所有岛礁宣称主权，实际則控制太平岛、中洲礁1岛、1礁，与東沙群島一同列入高雄市旗津區中興里。
  -  越南对南沙群岛的所有岛礁声称主权，列入庆和省长沙岛县，实际控制4岛、15礁、3沙洲、3滩、1堡。
  -  菲律宾对南沙东部的部分岛屿声称主权，列入巴拉望省卡拉延市，实际控制7岛1礁。
  -  马来西亚对南沙南部的部分岛屿声称主权，列入沙巴州，实际控制4礁1暗沙。
  -  文莱政府依照签署的《聯合國海洋法公約》将距离文莱领海200海里内的南海海域列为文莱专属经济区，划归“捕鱼区第4区”。这片海域覆盖了马来西亚控制的南通礁、越南控制的南薇滩与尚未被任何国家控制的奥援暗沙，但没有明确地对这三个浅礁声称主权。[8]